# Sergio Tortarolo
Sergio Tortarolo (Savona, 23 febbraio 1949) è un politico italiano.

## Biografia
Laureato in matematica, ha svolto la professione di docente presso il liceo artistico di Savona. A partire dagli anni settanta ha militato nelle file del Partito Comunista, per il quale fu responsabile provinciale alla cultura e consigliere comunale nel capoluogo dal 1980. Assessore alla cultura fino al 1992, ricevette la delega all'urbanistica nella giunta presieduta da Armando Magliotto (1990-1992) e venne eletto sindaco di Savona nel dicembre 1992.
Eletto nuovamente in consiglio comunale nel 1994, venne nominato capogruppo del nuovo Partito Democratico della Sinistra e, rieletto nel 1998, ricoprì la carica di presidente del consiglio comunale. Fu ininterrottamente consigliere a Savona fino al maggio 2006, quando si ritirò dalla vita politica.